# Nanwang Feng
Nanwang Feng (chinesisch 難忘峰 ‚Unvergesslicher Gipfel‘) ist ein Berg im ostantarktischen Prinzessin-Elisabeth-Land. In den Grove Mountains ragt er als südlichster Gipfel des Zakharoff Ridge auf.
Chinesische Wissenschaftler benannten ihn im Jahr 2000.